# Avatar: The Way of Water
Avatar: The Way of Water er en amerikansk film fra 2022 af James Cameron.

## Handling
Jake Sully og Neytiri har stiftet familie og gør alt, hvad de kan for at blive sammen. Men da en gammel trussel vender tilbage for at afslutte det, de startede, er de tvunget til at forlade deres hjem og udforske de forskellige regioner i Pandora.

## Medvirkende
- Michelle Yeoh som Dr. Karina Mogue.
- Oona Chaplin som Varang.
- Zoe Saldana som Neytiri.
- Kate Winslet som Ronal.
- Sam Worthington som Jake Sully.
- Giovanni Ribisi som Parker Selfridge.
- Sigourney Weaver som Dr. Grace Augustine.
- Jemaine Clement som Dr. Ian Garvin.
- Stephen Lang som Miles Quaritch.
- Cliff Curtis som Tonowari.
- Edie Falco som General Frances Ardmore.
- Chloe Coleman som Young Lo'ak.
- Joel David Moore som Norm Spellman.
- CCH Pounder som Mo'at.
- Matt Gerald som korporal Lyle Wainfleet.
- Jamie Flatters som Neteyam.
- Jack Champion som Spider.
- Bailey Bass som Tsireya.
- Britain Dalton som Lo'ak.
- Keston John som Va'ru.